# Medvegyev–Sponheuer–Kárník-skála
A Medvegyev–Sponheuer–Kárník-skála, más néven MSK vagy MSK-64 skála, egy a földrengések erejének műszerek nélküli meghatározására szolgáló makroszeizmikus intenzitás-skála, amely a rengések intenzitását a Föld felszínén okozott jelenségek, elváltozások mértéke, valamint a rengés emberekre, illetve emberi építményekre gyakorolt hatása alapján egy 12 fokozatú rendszerben osztályozza.
A rendszer bevezetését Szergej Medvegyev (Szovjetunió), Wilhelm Sponheuer (NDK) és Vít Kárník (Csehszlovákia) szeizmológusok javasolták 1964-ben. Az osztályozás a korai 1960-as évektől alkalmazott módosított Mercalli-skála és az 1953-as Medvegyev-skála (GEOFIAN skála) tapasztalatain alapul.
Az MSK-64 skálát az 1970-es években és az 1980-as évek első felében széles körben alkalmazták Európában és a Szovjetunióban. Az 1990-es évek elején az Európai Szeizmológiai Bizottság (ESC) az MSK-64 skálában megfogalmazott számos elvet felhasznált az Európai makroszeizmikus skála (EMS) kidolgozása során. Bár az EMS az európai országokban de facto szabvánnyá vált, azonban az MSK-64 skálát Indiában, Izraelben, Oroszországban és a Független Államok Közössége többi tagállamában mind a mai napig használják.

## Az MSK-64 skála fokozatai
Az MSK-64 skála a földrengés intenzitásának (erősségének) 12 fokozatát használja a bekövetkezett jelenségre jellemző hatás alapján. Az egyes fokozatokat római számokkal jelöli.
| I. Nem érezhető            | Nem érezhető, csak a szeizmográfok észlelik. Nincs hatással a tárgyakra. Nem okoz kárt az épületekben. |
| II. Alig érezhető          | A rezgést csak néhány, elsősorban fekvő ember érzi. Nincs hatással a tárgyakra. Nem okoz kárt az épületekben. |
| III. Gyenge                | A rezgés gyenge, néhány ember érzi, főleg épületen belül. A felfüggesztett tárgyak kicsit kilengenek. Nem okoz kárt az épületekben. |
| IV. Széles körben érezhető | Mérsékelt rezgés. A rengést épületen belül sokan érzik, a szabadban csak igen kevesen. Néhány ember felébred. A megfigyelők az épület, ágy, szék enyhe imbolygását észlelik. Az ablakok, ajtók, edények megcsörrennek. Felfüggesztett tárgyak lengenek. Nem okoz kárt az épületekben. |
| V. Meglehetősen erős       | A rengést épületen belül a legtöbben érzik, a szabadban csak néhányan. Sok alvó ember felébred, néhányan a szabadba menekülnek. A megfigyelők az épület, szoba vagy bútor erős rázkódását, imbolygását észlelik. A felfüggesztett tárgyak nagyon lengenek. Tányérok, poharak, üvegtárgyak csörögnek. Ajtók, ablakok maguktól kinyílnak vagy bezáródnak. Néhány esetben az ablaktáblák eltörnek. A folyadékok lötyögnek és a teli edényekből kifolynak. Épületen belül az állatok nyugtalanná válnak. Néhány rossz állapotú épület gyengén károsodik. |
| VI. Erős                   | Épületen belül szinte mindenki, szabadban sokan érzik. Néhányan kibillennek egyensúlyukból. Épületben tartózkodók közül sokan megijednek, és a szabadba menekülnek. Kisebb tárgyak leesnek, bútorok elmozdulnak. Edények és üvegtárgyak eltörhetnek. Háziállatok megijednek. Az épületek közül sokban keletkezik kisebb kár, hajszálrepedés a falon, vakolatban, padlózatban. |
| VII. Nagyon erős           | A legtöbb ember megrémül, és megpróbál a szabadba menekülni. Bútorok elmozdulnak, felborulnak. A polcokról leesnek a tárgyak. Az edényekből kifröccsen a folyadék. Idősebb épületek súlyos károkat szenvednek, kémények ledőlnek. Kisebb földcsuszamlások keletkeznek. |
| VIII. Súlyos károkat okozó | Számos ember a szabadban is nehezen tud állva maradni. Bútorok felborulhatnak. A nagyon laza talajon látható hullámok képződnek. Az idősebb épületek összedőlnek, vagy nagyon súlyos károkat szenvednek. Nagy repedések és törések. Sziklaomlások. |
| IX. Romboló                | Általános pánik. Az emberek nem tudnak állva maradni. Látható hullámok képződnek a laza talajon. Gyengébb állagú épületek, építmények összedőlnek. A jól megépített épületekben, építményekben is jelentős kár keletkezik. A föld alatti csővezetékek megrepednek. A földfelszín felreped, kiterjedt földcsuszamlások keletkeznek. |
| X. Pusztító                | A kőből épült épületek, építmények elpusztulnak. Az infrastruktúra tönkremegy. Súlyos földcsuszamlások. A folyók kilépnek medrükből és a környező területeket árvízzel öntik el, melynek során új medrek alakulhatnak ki. |
| XI. Katasztrofális         | A legtöbb épület és szerkezet összeomlik. Kiterjedt földcsuszamlások. Szökőárak. |
| XII. Nagyon katasztrofális | Minden felszíni és felszín alatti építmény, szerkezet teljesen megsemmisül. A tájkép általában megváltozik. A folyók megváltoztatják nyomvonalukat. Szökőárak alakulnak ki. |